# Groupe de Thompson
Ne doit pas être confondu avec les groupes de Thompson (en) infinis.
En mathématiques, le groupe de Thompson, Th, est le groupe sporadique d'ordre 90 745 943 887 872 000 = 215 · 310 · 53 · 72 · 13 · 19 · 31.
Il a été nommé  en l'honneur de son découvreur en 1976, le mathématicien John Griggs Thompson (né en 1932).